# Олімпійський стадіон (Севілья)
Олімпійський стадіон Севілья (ісп. Estadio Olímpico de la Cartuja)- спортивний стадіон в Іспанії. Збудований спеціально до Чемпіонату світу з легкої атлетики. Стадіон розрахований на 57 619 глядачів. Двічі включався в заявку Севільї на проведення олімпійських ігор 2004 та 2008 року.

## Спортивні події

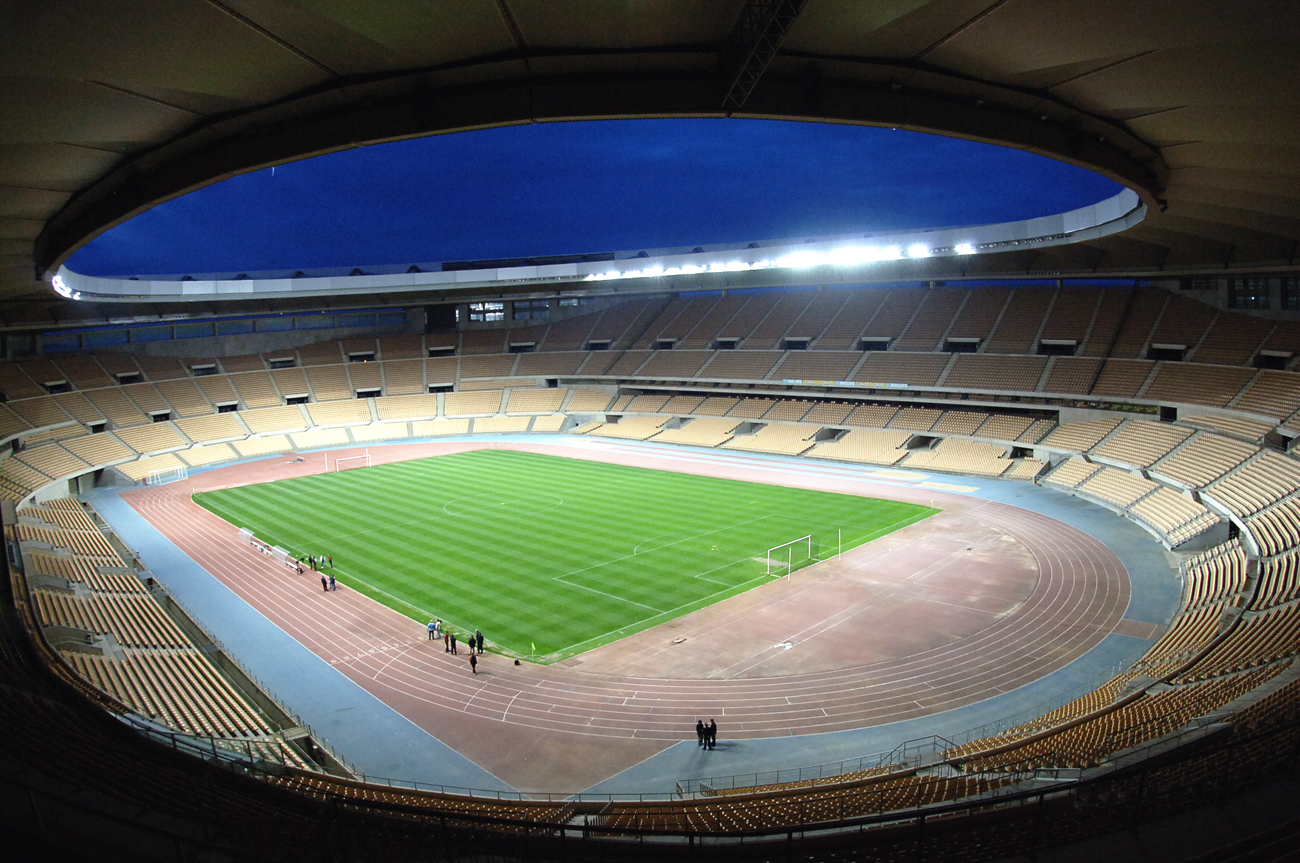
Панорамний вид на стадіон

- 1999 Чемпіонат світу з легкої атлетики
- 2003 Порту-Селтік 3:2 (фінал Кубка УЄФА)
- 2004 Іспанія-США 3:2 (фінал Кубка Девіса)

З 2020 року на стадіоні традиційно відбуваються фінальні матчі Кубка Іспанії з футболу.